# 中华人民共和国结婚证
中华人民共和国结婚证，是依据《婚姻登记条例》，由中华人民共和国县级人民政府民政部门（一般由县级民政局婚姻登记处办理）、乡镇人民政府或者法律规定的其他机关颁发的结婚登记证明。

## 历史

### 1980年以前
中国结婚证的历史源远流长，但历史上各朝代的结婚证均为民间私制。根据记载，中国由官方颁发的结婚证，最早出现于清朝，称为“龙凤帖”。男女订亲之后7至10天，双方到当地县衙领取龙凤官帖，并且依照规章纳税。帖上填写定婚人姓名、年庚，并且填写双方家长、主婚人、媒人的姓名，且均需签押、盖章。经官府认可后，加盖大印，证明婚姻合法。随后，双方择吉日换帖。后来，太平天国时期曾出现过称作“合挥”的结婚证，其形式与清朝类似。 中華民國大陸時期，结婚证由地方政府发放，内容及形式均有不同。
1949年中华人民共和国成立后，1950年4月13日，中央人民政府委员会第七次会议通过了《中华人民共和国婚姻法》。同年4月30日，中央人民政府主席毛泽东签发命令，自1950年5月1日公布施行该法。《中华人民共和国婚姻法》是中华人民共和国的第一部婚姻法，也是中华人民共和国制定的首部法律。其中第六条规定：“结婚应男女双方亲到所在地（区、乡）人民政府登记。凡合于本法规定的结婚，所在地人民政府应即发给结婚证。凡不合于本法规定的结婚，不予登记。”“离婚后，如男女双方自愿恢复夫妻关系，应向区人民政府进行恢复结婚的登记；区人民政府应予以登记，并发给恢复结婚证。”
1955年5月20日中华人民共和国国务院批准，1955年6月1日中华人民共和国内务部公布《婚姻登记办法》，详细规定了婚姻登记的具体方法。其中规定：

四、 婚姻登记机关在办理结婚登记的时候， 应当把婚姻法中关于结婚的规定和禁止结婚 的规定，向当事人讲解清楚。 经婚姻登记机关查明申请结婚的男女双方确系合于婚姻法关于结婚的规定， 就应当准予登记，并发给结婚证。如果不合于婚姻法关于结婚的规定，则不予登记，并且应当向当事人 说明不予登记的理由。 
七、离婚后，男女双方自愿恢复夫妻关系的时候，应当向所在地的婚姻登记机关申请恢复结婚登记。 恢复结婚登记的手续适用结婚登记的规定。 但申请书上须附注“恢复结婚”四字， 以备查考。 在发给结婚证的同时，原离婚证件应当缴销。 

十一、结婚证、离婚证由县、市人民委员会依照本办法附件的规定，统一印制。结婚证和离婚证都应当收取工本费。
1955年《婚姻登记办法》公布后，结婚证一直由各县、市政府印制，所以结婚证的形式、规格五花八门，没有统一标准，且大多采用奖状式样。1950年代的结婚证，既有较大的，也有小如两个巴掌大的。从1950年代到1970年代，结婚证上的装饰图案既有鸳鸯戏水、并蒂莲、梅花等传统吉祥图案，又有稻穗、棉花、和平鸽等新式图案。结婚证上还常常印有标语口号，如1950年代的“自主自愿”、1970年代至1980年代的“勤俭节约，计划生育”等等。文革期间，有的结婚证上还印有毛主席像、毛主席语录等等。改革开放之后，随着中国法制的逐步完善，结婚证的法律文书性质逐渐加强，结婚证的形式也逐渐由奖状式过渡到护照式。

### 1980年至1986年
1980年11月11日，中华人民共和国民政部发布并施行《婚姻登记办法》，1955年6月1日内务部公布的《婚姻登记办法》同时废止。新的《婚姻登记办法》中规定：

四、婚姻登记机关的工作人员应当遵照婚姻法和本办法的有关规定，对申请结婚、离婚和复婚的男女双方进行认真的了解，做好婚姻登记工作，不得草率或拖延，更不得徇私舞弊。对于符合婚姻法规定条件的，准予登记，并发给结婚证或离婚证；对于不符合婚姻法规定条件的，不予登记。……

六、结婚证、离婚证由省、自治区、直辖市人民政府统一印制，由县（旗）、市辖区或不设区的市人民政府加盖印章。
新的《婚姻登记办法》将结婚证由过去各县、市统一印制改为由省、自治区、直辖市人民政府统一印制，提高了结婚证的规范化程度。

### 1986年至1994年
1985年12月31日中华人民共和国国务院批准，1986年3月15日中华人民共和国民政部发布并施行《婚姻登记办法》，1980年11月11日发布的《婚姻登记办法》同时废止。新的《婚姻登记办法》中规定：

- 第五条　婚姻登记机关经审查了解，对符合婚姻法和本办法规定的，应准予登记，发给《结婚证》；对不符合婚姻法和本办法规定的，不予登记，并向当事人进行婚姻法的宣传教育。

申请结婚的当事人，因受单位或他人干涉不能获得所需证明时，婚姻登记机关查明确实符合婚姻法和本办法规定的，也应准予登记，发给《结婚证》。

- 第八条　离婚后，男女双方自愿恢复夫妻关系的，必须双方亲自到一方户口所在地的婚姻登记机关申请复婚登记。婚姻登记机关按照结婚登记程序办理登记，发给《结婚证》，收回《离婚证》。

- 第十条　婚姻登记机关应按照档案管理规定，保管好婚姻登记档案。

婚姻登记机关可以根据婚姻登记档案向丢失《结婚证》或《离婚证》的当事人出具《夫妻关系证明书》或《解除夫妻关系证明书》。上述两种证明书同《结婚证》或《离婚证》具有同等法律效力。

婚姻登记机关也可以根据婚姻登记档案向需要了解情况的公安、司法等机关出具婚姻当事人依法登记结婚（离婚、复婚）的证明。

- 第十一条　《结婚证》、《离婚证》、《夫妻关系证明书》、《解除夫妻关系证明书》的式样，由民政部统一规定；由省、自治区、直辖市人民政府统一印制；由县、市辖区或不设区的市人民政府加盖印章。

《结婚证》、《夫妻关系证明书》须贴男女双方像片，并加盖婚姻登记专用章（钢印）。

婚姻登记机关颁发《结婚证》、《离婚证》或出具《夫妻关系证明书》、《解除夫妻关系证明书》时，收取工本费。

1986年5月10日，《民政部办公厅关于制发〈结婚证〉等统一式样的函》发布，内称“根据国务院一九八五年十二月三十一日批准的《婚姻登记办法》第十一条的规定，在征求各省、自治区、直辖市民政厅（局）和有关部门意见的基础上，我部设计制定了《结婚证》、《离婚证》、《夫妻关系证明书》、《解除夫妻关系证明书》的式样；还设计了《结婚登记申请书》、《离婚登记申请书》、《申请出具夫妻关系证明书》、《申请出具解除夫妻关系证明书》式样。”要求各地“按所附《关于式样的说明》的要求安排印制。”“为了避免浪费，各地原使用的《结婚证》、《离婚证》、《结婚登记申请书》、《离婚登记申请书》可继续使用，待用完后再更换新证。更换新证的时间，由省、自治区、直辖市根据实际情况决定，并报民政部民政司备案。”
所以，自1986年开始，形成了中华人民共和国民政部制定结婚证式样，各省、自治区、直辖市分别印制的情况。

### 1994年至2003年

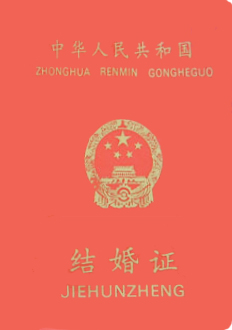
1994年版中华人民共和国结婚证

1994年1月12日国务院批准，1994年2月1日民政部令第1号发布并施行《婚姻登记管理条例》，1985年12月31日国务院批准、1986年3月15日民政部发布的《婚姻登记办法》同时废止。《婚姻登记管理条例》中规定：
第十一条 婚姻登记管理机关对当事人的结婚申请进行审查，符合结婚条件的，应当即时予以登记，发给结婚证；对离过婚的，应当注销其离婚证。当事人从取得结婚证起，确立夫妻关系。
第三十条 本条例规定的婚姻登记证书和婚姻关系证明书，由国务院民政部门制定统一式样，省、自治区、直辖市人民政府民政部门负责印制。

第三十一条 当事人领取婚姻登记证书和婚姻关系证明书，应当交纳工本费。工本费的标准由国务院民政部门会同有关部门规定。
1994年，中华人民共和国开始印制统一的结婚证，由中华人民共和国民政部监制，加盖“中华人民共和国民政部婚姻证件管理专用章”。结婚证外形与护照类似，封面为红底金字。

### 2003年起

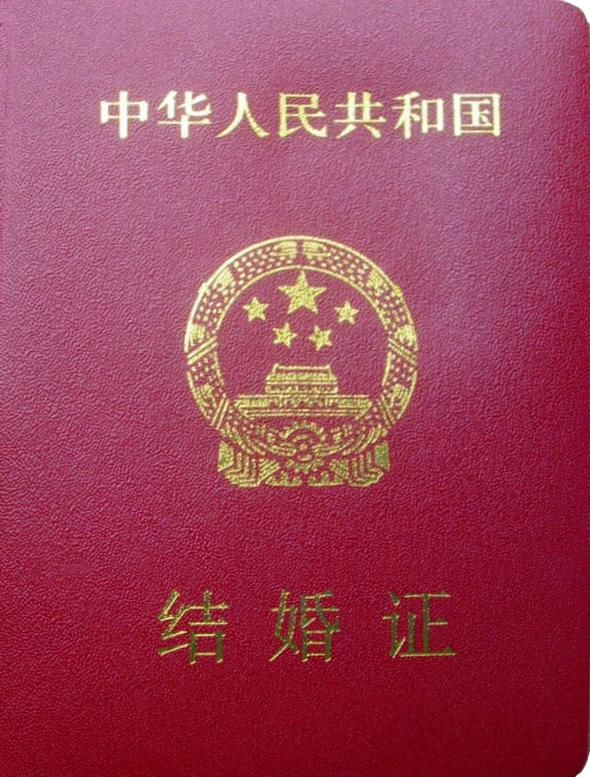
2004年版中华人民共和国结婚证

2003年7月30日国务院常务会议通过，2003年8月8日国务院令第387号公布了《婚姻登记条例》，自2003年10月1日起施行，1994年1月12日国务院批准、1994年2月1日民政部发布的《婚姻登记管理条例》同时废止。《婚姻登记条例》规定：

第七条  婚姻登记机关应当对结婚登记当事人出具的证件、证明材料进行审查并询问相关情况。对当事人符合结婚条件的，应當當场予以登记，发给结婚证；对当事人不符合结婚条件不予登记的，应当向当事人说明理由。
第八条  男女双方补办结婚登记的，适用本条例结婚登记的规定。
第二十条  本条例规定的婚姻登记证由国务院民政部门规定式样并监制。

第二十一条  当事人办理婚姻登记或者补领结婚证、离婚证应当交纳工本费。工本费的收费标准由国务院价格主管部门会同国务院财政部门规定并公布。
2004年7月1日，中华人民共和国启用新版结婚证。新版结婚证、离婚证封面均为枣红色，改变了1994年起结婚证封面为红色，离婚证封面为绿色的状况。结婚证封面烫金，离婚证封面烫银。两证均由中华人民共和国民政部监制。为便于计算机打印，将旧版的竖排版改为横排版。证件内盖“中华人民共和国民政部”监制印章，内芯全国统一编号。证内芯用国花牡丹做底纹，并采用印钞的专项技术，使防伪性能大为提高。新证统一标识、统一颜色，只是做了细小的烫色处理，并不凸显两者区别。
2004年之后，中华人民共和国民政部着手推进全国范围内的婚姻登记系统联网工作，2010年初在四川省和陕西省开始试点婚姻登记联网。2010年6月，山东省在全省范围内统一使用新版结婚证并升级婚姻登记系统，为同年9月山东省全省婚姻登记联网做准备。在山东省推行的新版结婚证的样式和颜色与2004年版结婚证一样 ，唯一的不同点是新版结婚证的字号仅由字母和数字组成，取消了汉字。新版结婚证字号由登记方所在区区号 、年份、排名序号组成。此外，新的婚姻登记号规定以‘J’开头为结婚，以‘L’开头是离婚，以‘BJ’开头为补办结婚证，以 ‘BL’开头为补办离婚证；字母后六位数为区号，中间四位数为年份，最后六位数为排名序号。
2023年5月，内地居民婚姻登记跨省通办试点擴大，北京、天津、河北、内蒙古、辽宁、上海、江苏、浙江、安徽、福建、江西、山东、河南、湖北、广东、广西、海南、重庆、四川、陕西、宁夏等21个省、自治区、直辖市可以实施结婚登记跨省通办。
2025年4月，新修订的《婚姻登记条例》公布。条例规定，结（离）婚不再需要户口簿，结（离）婚登记实行全国通办。